# Phyxioschema
Phyxioschema Simon, 1889 è un genere di ragni appartenente alla famiglia Euagridae.

## Distribuzione
Le 9 specie oggi note sono state reperite in Asia: ben sei sono endemiche della Thailandia; delle altre 3 specie, la P. raddei e la P. roxana, sono state rinvenute in alcune località dell'Asia centrale; la P. gedrosia, in Iran.

## Tassonomia
Considerato un sinonimo anteriore di Afghanothele Roewer, 1960b, descritto sugli esemplari di A. lindbergi Roewer, 1960, a seguito di un lavoro di Raven del 1985a.
Attualmente, a dicembre 2020, si compone di 9 specie:
- Phyxioschema erawan Schwendinger, 2009 — Thailandia
- Phyxioschema eripnastes Schwendinger, 2009 — Thailandia
- Phyxioschema gedrosia Schwendinger & Zamani, 2018 — Iran
- Phyxioschema huberi Schwendinger, 2009 — Thailandia
- Phyxioschema raddei Simon, 1889[2] — Asia centrale
- Phyxioschema roxana Schwendinger & Zonstein, 2011 — Uzbekistan, Tagikistan
- Phyxioschema sayamense Schwendinger, 2009 — Thailandia
- Phyxioschema spelaeum Schwendinger, 2009 — Thailandia
- Phyxioschema suthepium Raven & Schwendinger, 1989 — Thailandia